# Steinbruch Neue Dombach

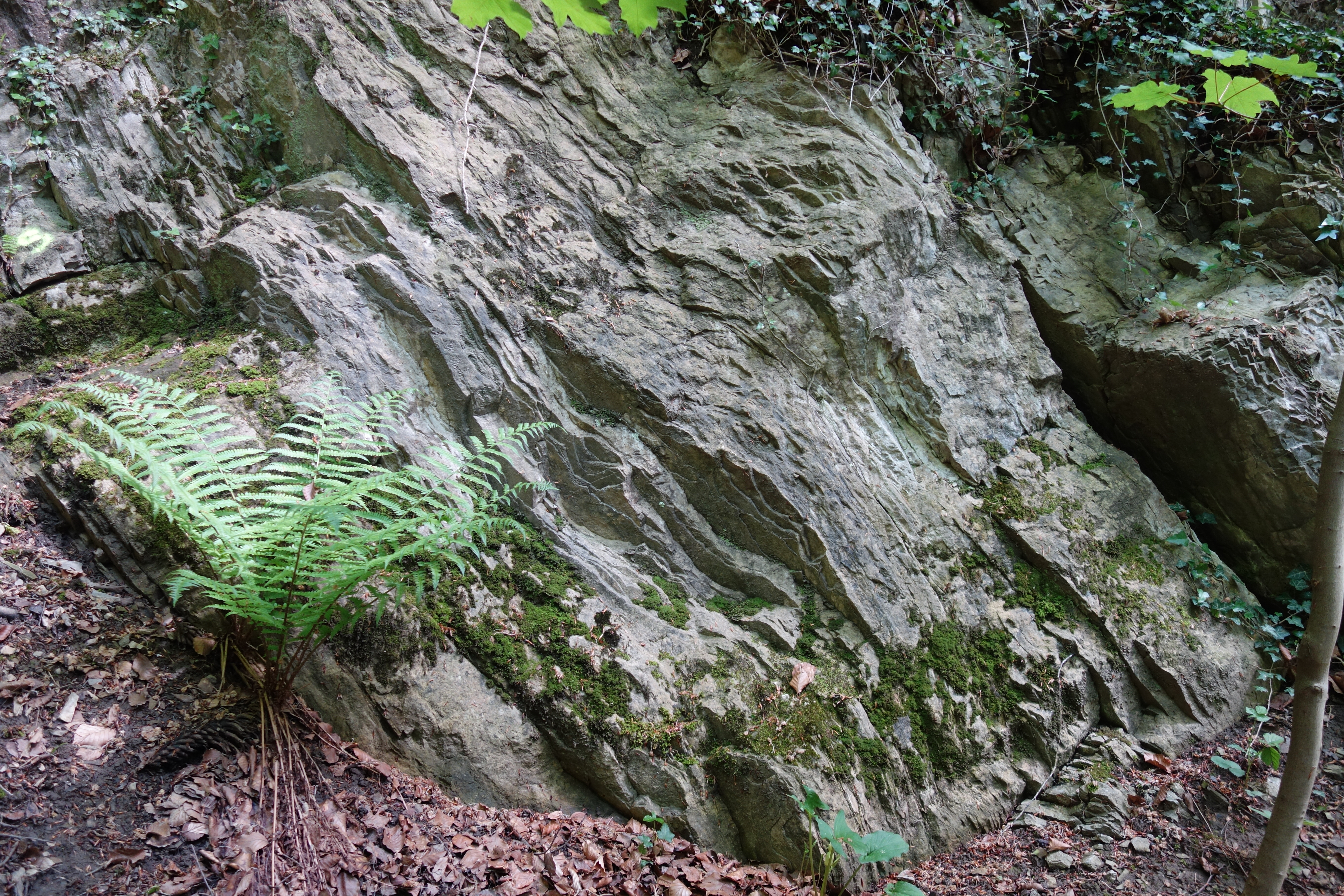
Steinbruch Neue Dombach

Der Steinbruch Neue Dombach ist ein ehemaliger Kalksteinbruch im Oberen Strundetal der Großen kreisangehörigen Stadt Bergisch Gladbach im Bergischen Land in Nordrhein-Westfalen.

## Geologische Struktur des Steinbruchs
Die Gesteinslagen bildeten sich aus marinen Sedimenten, die sich im Devon abgelagert hatten und plattenförmig ausgebildet sind. Sie sind grau-gelblich gefärbt und werden als Untere Plattenkalke des Mitteldevons bezeichnet. Diese Formation zeugt davon, dass sich an dieser Stelle vor etwa 380 Millionen Jahren ein seichtes Lagunenbecken befand, welches wahrscheinlich durch ein Riff von einem Meeresbecken abgetrennt wurde. Da die Meeresbewegungen hier deutlich reduziert waren, lagerte sich in diesem Becken unter anderem der Brandungsschutt des vorgelagerten Riffs ab.
Der ehemalige Lagunenboden weist sehr glatte Oberflächen auf. Darüber hinaus sind auch Bereiche erkennbar, die von Faltenstrukturen geprägt sind. Entstanden sind diese Strukturen durch die Bildung von Schuttablagerungen, die sich im Lagunenbecken hangabwärts bewegten. Vermutlich infolge von Erdbeben am Meeresgrund rissen Schlammströme Pflanzen, Tiere und bereits verfestigte Sedimentlagen mit sich. Während der Phase der Gebirgsbildung wurden die verfestigten Sedimente des Lagunenbodens und der Hangbereiche vollständig gefaltet und gekippt.

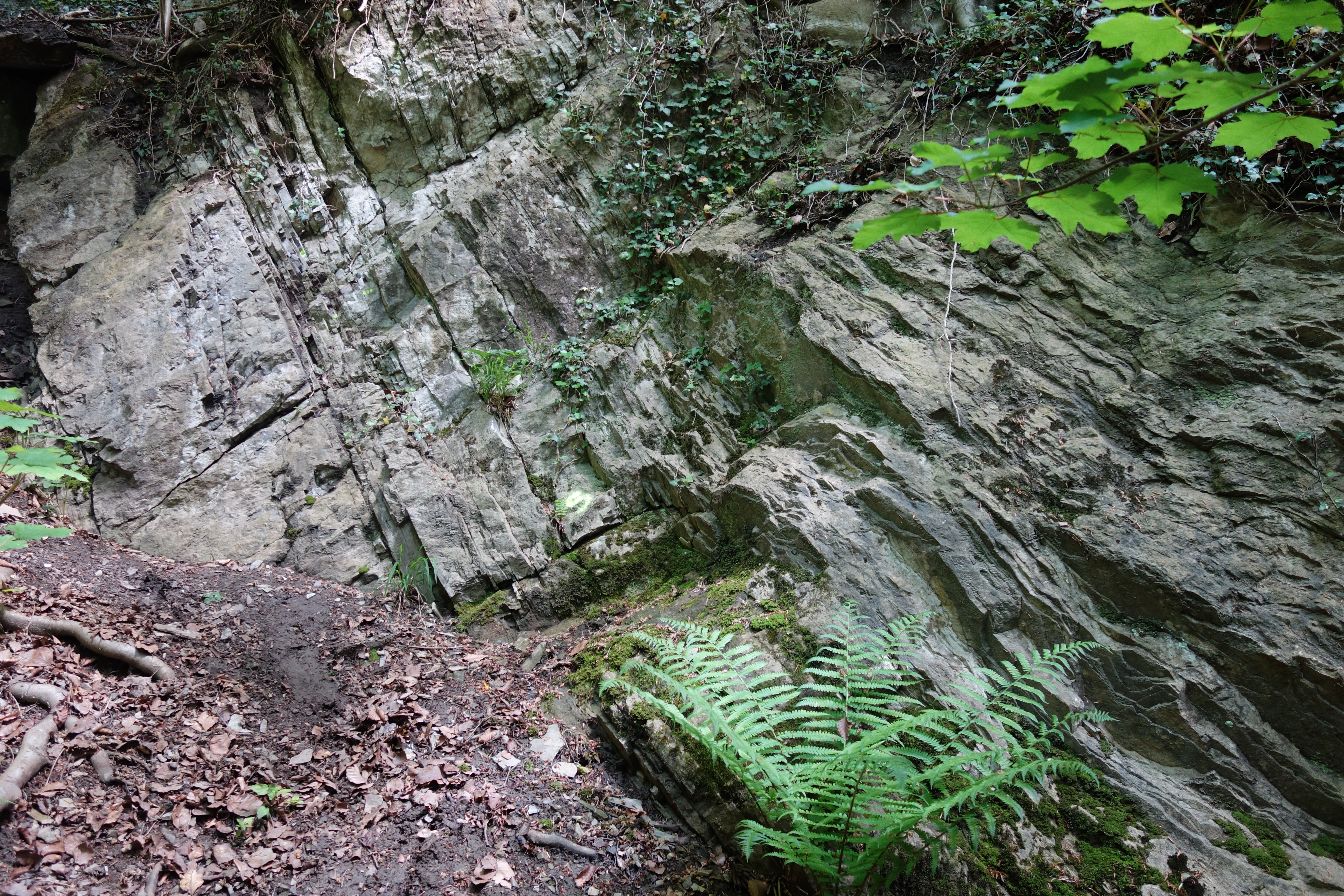
Plattenkalke
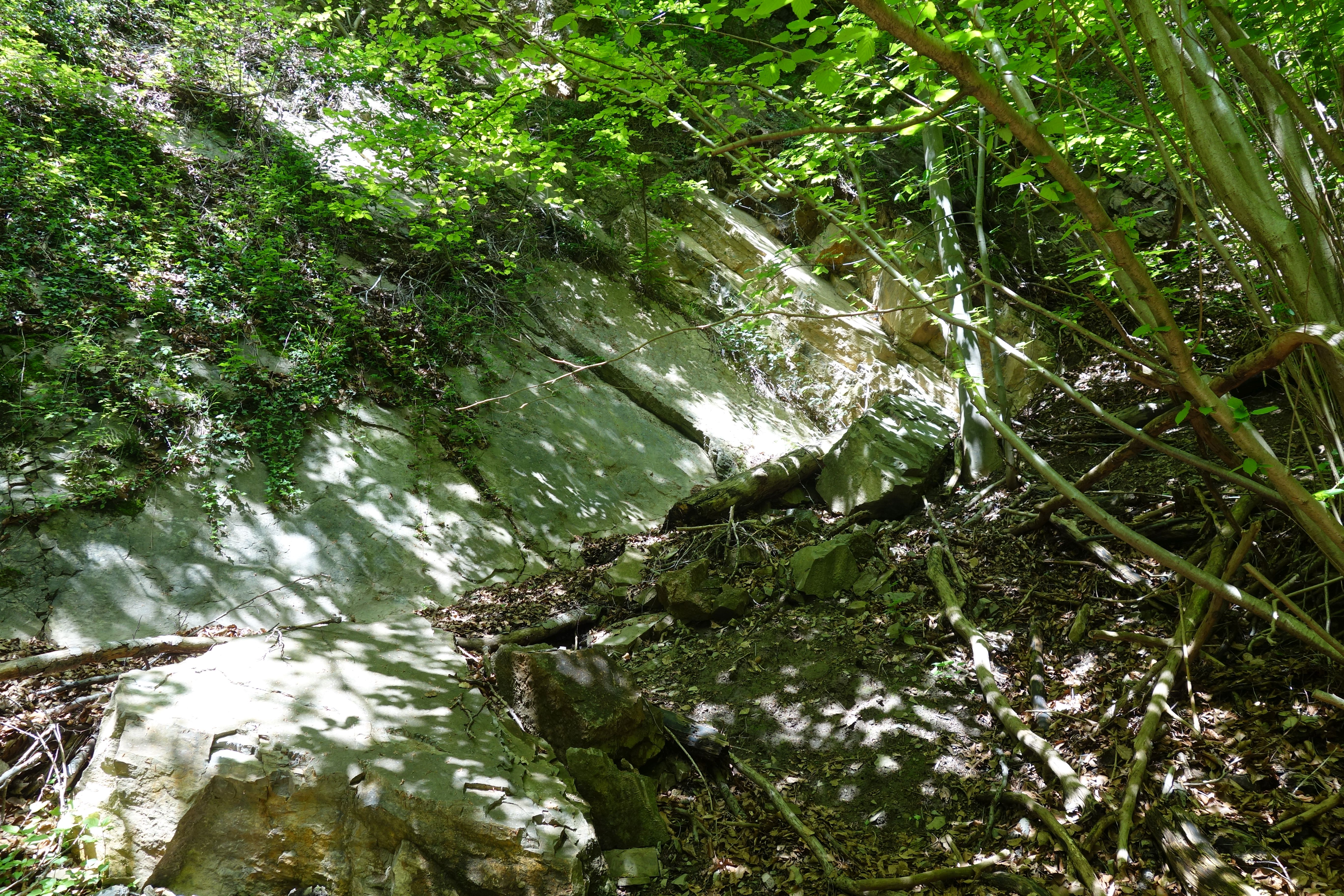
Glatte Oberflächen des früheren Lagunenbodens
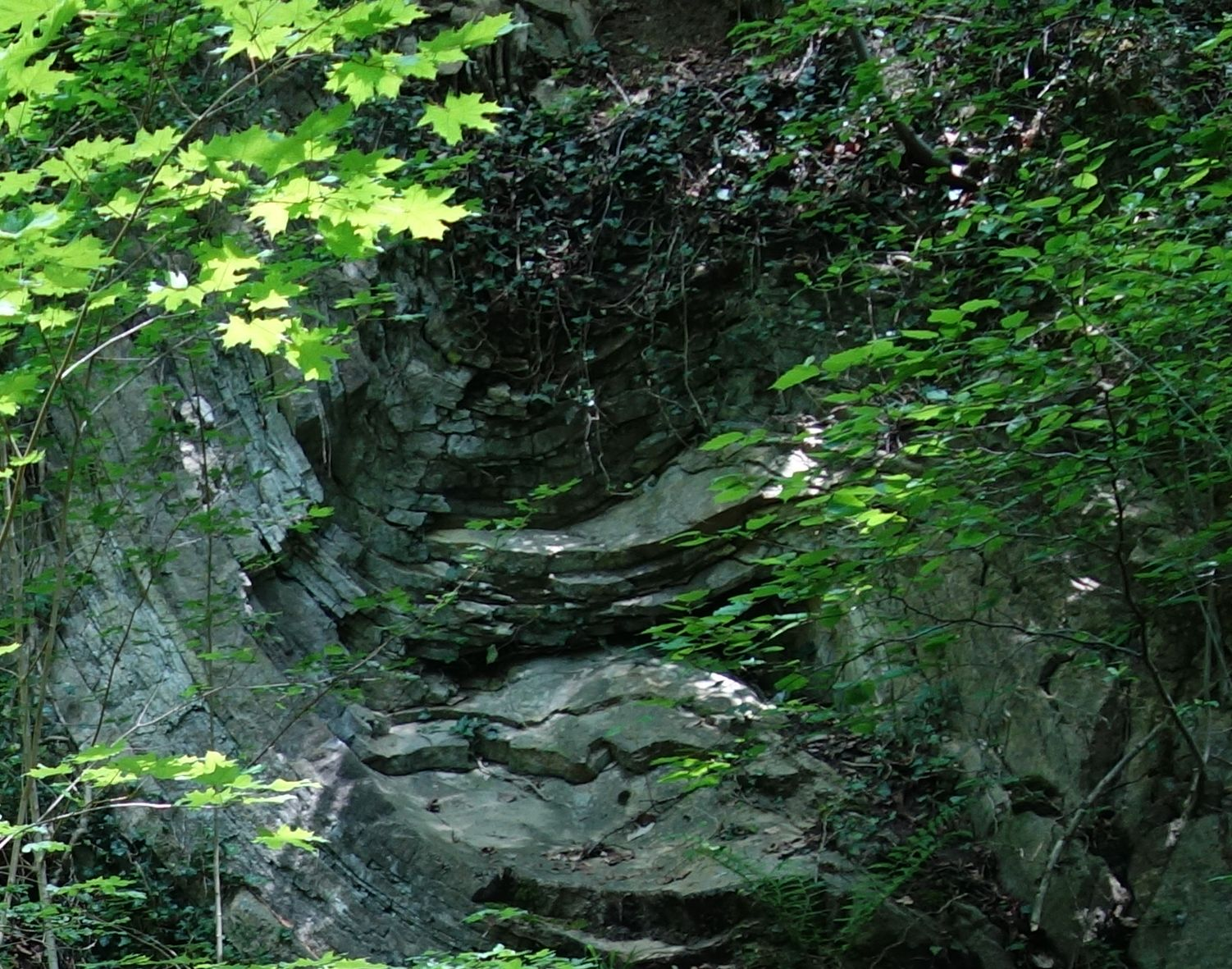
Lagunensedimente mit Gleitfalten

## Lebensräume in der Lagune

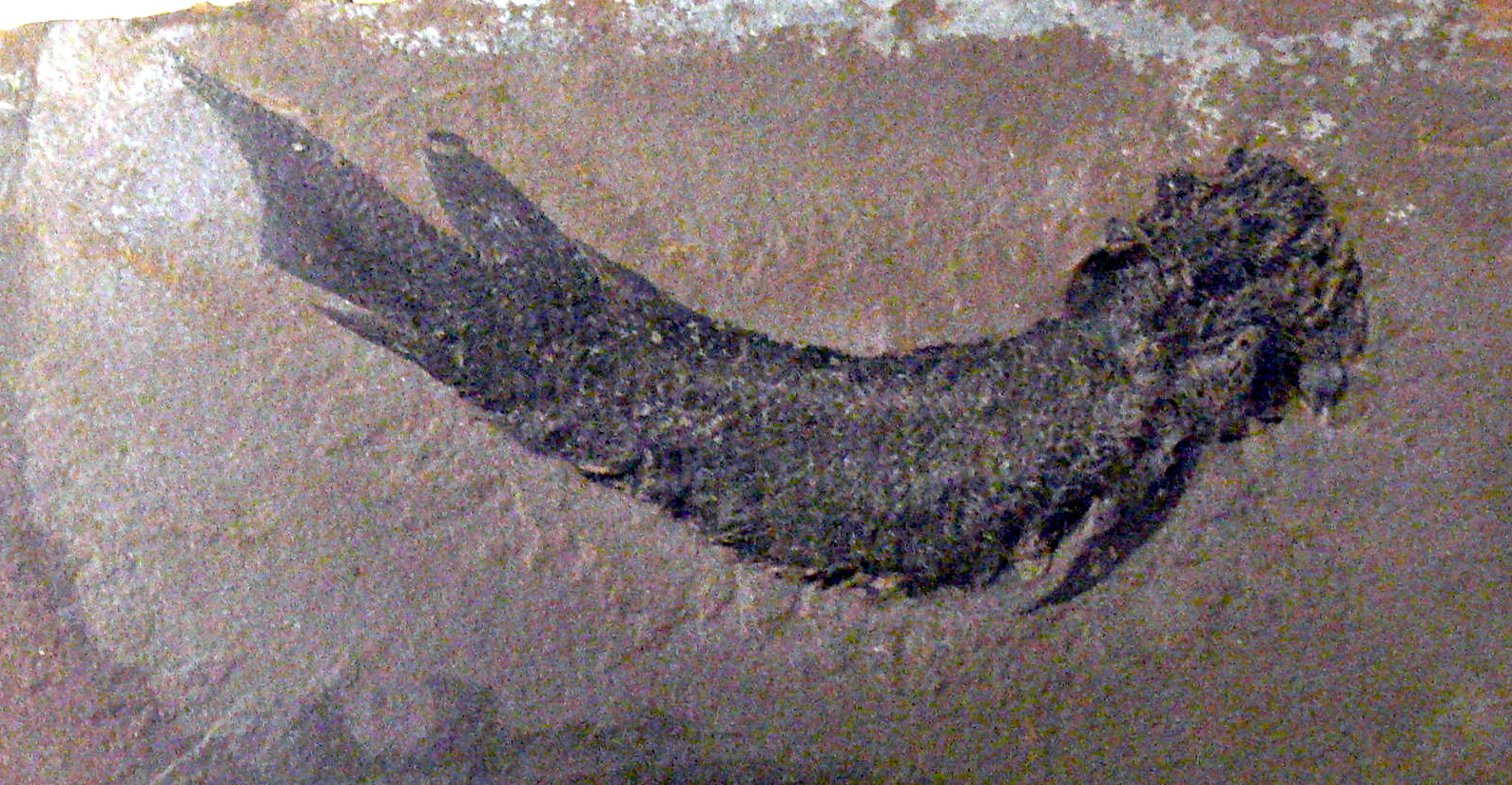
Fossil des mitteldevonischen Lungenfischs Dipterus valenciennesi im Museum für Naturkunde Berlin

In dem fossilienreichen Steinbruch geben die in den Plattenkalken eingeschlossenen Pflanzenstücke Aufschluss über die Zusammensetzung von Fauna und Flora im Erdzeitalter des Devons. In der Lagune waren Tiere beheimatet, die sich den besonderen ökologischen Bedingungen anpassen konnten, insbesondere Schnecken und Tintenfische. Bis heute sind deren Gehäuse erhalten geblieben, stellenweise sogar mit Farbmustern.
Fossilfunde im oberen Abschnitt der Plattenkalke zeugen von der Evolution niederer Wirbeltiere, wie beispielsweise Panzer- oder Lungenfische sowie Quasten- oder Strahlenflosser. Im Oberen Plattenkalk wurden außerdem gut erhaltene versteinerte Pflanzenreste, Spinnentiere und Blattkrebse, Vertreter der ältesten echten Krebse, gefunden.